# 김정화 (정치인)

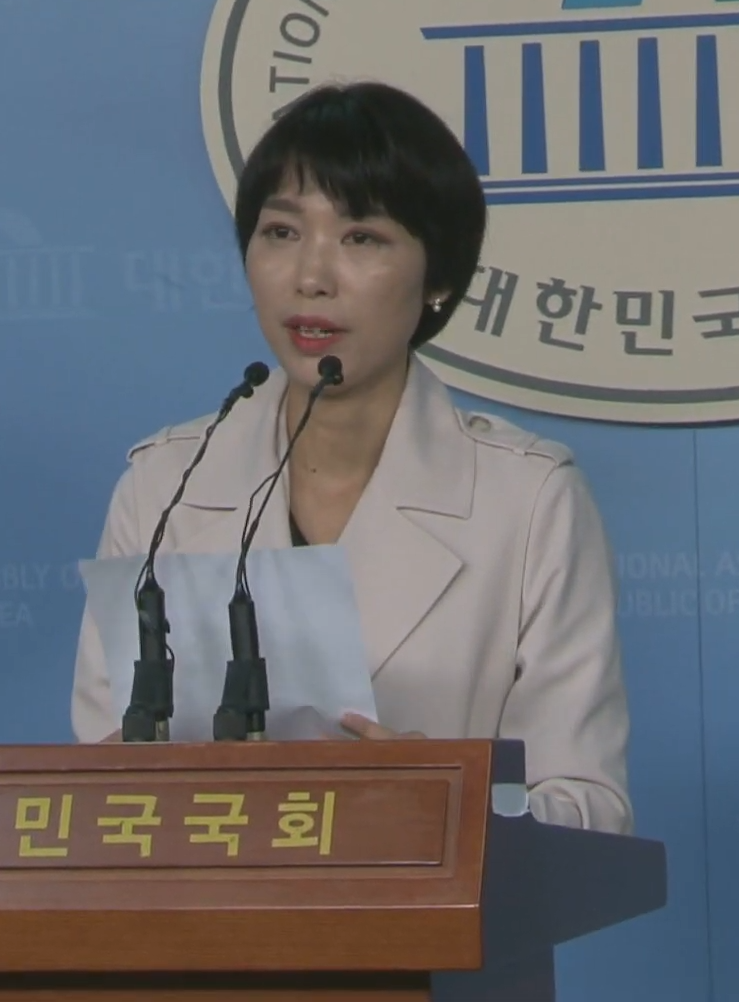

김정화(金貞和, 1979년 1월 19일 ~ )는 대한민국의 정치인이다.
1979년생으로 연세대학교 법학 학사 및 국민대학교 여성정치학 석사를 전공했다. 2012년 민주통합당에 여성전문가로 영입되었으나 당 내 친문 패권주의를 비판하며 탈당했다. 이후 안철수가 창당한 새정치민주연합에 합류했다.
2016년 더불어민주당을 탈당하고 국민의당에 입당했으며, 2018년 바른미래당으로 합당될 때 잔류하였다. 안철수가 서울특별시장 후보로 출마했다가 낙선한 이후 손학규 대표의 측근이 되었으며 이후 당 대변인을 역임했다. 2020년 안철수가 정계 복귀 선언과 함께 국민의당을 창당했지만, 김정화는 바른미래당에 잔류를 결정했다.
이후 바른미래당이 대안신당, 민주평화당과의 합당으로 민생당으로 흡수·합당되었으며, 퇴임하는 손학규에 의해 바른미래당 출신 민생당 대표로 전격 지명되었다.

## 경력
- 새정치민주연합 여성리더십센터 부소장
- 국민의당 강남구 을 지역위원장
- 국민의당 비상대책위원
- 바른미래당 대변인
- 2020.02 ~ 2020.05 민생당 공동대표
- 2021 ~ 민생당 탈당
- 제20대 대통령직인수위원회 기획조정분과 상임자문위원
- 이기는 캠프 비전전략총괄본부장

## 역대 선거 결과
| 실시년도 | 선거  | 대수 | 직책     | 선거구   | 정당   | 득표수     | 득표율         | 순위         | 당락 | 비고 |
| -------- | ----- | ---- | -------- | -------- | ------ | ---------- | -------------- | ------------ | ---- | ---- |
| 2020년   | 총선  | 21대 | 국회의원 | 비례대표 | 민생당 | 758,778 표 | \| \| 2.71% \| | 비례대표 5번 | 낙선 |      |
|          | 2.71% |      |          |          |        |            |                |              |      |      |